# Escápula alada
Escápula alada (do latim scapula alata) é uma condição médica debilitante em que a escápula, o osso triangular das costas, sofre uma protusão posterior que pode reduzir a mobilidade do ombro. Geralmente é resultado de um golpe violento no ombro ou nas costas.

## Causas
A escápula pode ser deslocada por uma lesão ou disfunção dos próprios músculos ou dos nervos que abastecem os músculos, sendo as principais causas :
- Perda da função dos músculo serrátil anterior,
- Perda da função músculo trapézio,
- Fraqueza de todos os estabilizadores da escápula,
- Perda do mecanismo suspensor da escápula,
- Lesão do plexo braquial,
- Secundário a ombro deslocado.

### Causas da lesão neuromuscular
A lesão dos nervos torácicos longos pode ser causada por:
- Golpe violento no ombro,
- Carregar peso excessivo,
- Lesão por esforço repetitivo com os braços,
- Vírus (influenza, herpesvírus, poliovírus...),
- Reações alérgicas,
- Overdose de álcool ou outras drogas,
- Exposição a toxinas (por herbicidas, tétano, chumbo...),
- Radiculopatia da sétima cervical.

## Tratamentos
Dependendo da causa pode ser útil iniciar com uma massagem terapêutica para relaxar os músculos danificados. Fisioterapia pode ajudar a desenvolver a musculatura dos músculos das costas e ombros e reduzir o prejuízo funcional. Cirurgia pode ser necessária para descomprimir o nervo afetado, para transferir outro nervo ou para cortar nervos defeituosos. A recuperação cirúrgica e fisioterapia pode demorar de 3 a 12 meses até recuperar a força do braço afetado.